# 山本丘人
山本 丘人（やまもと きゅうじん、1900年（明治33年）4月15日 - 1986年（昭和61年）2月10日）は、日本画家。文化勲章受章者。本名は山本 正義（やまもと まさよし）。

## 略歴
東京市麻布（現在の東京都港区）に生まれる。府立三中、府立工芸を経て、1924年（大正13年）東京美術学校卒業。その後松岡映丘に師事。
1936年（昭和11年）、文展に出品した『海の微風』が選奨（文部大臣賞に次ぐ賞）を受賞
1944年（昭和19年）東京芸術大学助教授、1947年（昭和22年）女子美術専門学校（現女子美術大学）教授に就任、多数の後進を育てる。1977年（昭和52年）文化勲章受章、文化功労者顕彰。

## 主な作品
「到春」 1942年、彩色・絹本・軸（1面）58.0cm×72.5cm
「冬岳」 1953年、絹本・彩色・額（1面）55.4cm×71.5cm

## 画集
- 『山本丘人』 三彩社、1958年
- 『現代美術家シリーズ3　山本丘人』 菊地芳一郎編、時の美術社、1975年
- 『山本丘人』 文藝春秋、1977年
- 『現代日本画家素描集20　山本丘人　夕焼け山水』 河北倫明監修、日本放送出版協会、1981年
- 『現代日本画全集 第7巻 山本丘人』 飯島勇 編、集英社、1981年
- 『山本丘人展』 東京国立近代美術館 編、日本経済新聞社、1994年

### 著作
- 『山本丘人 著作と画談集』 平岡栄二 編・監修、時の美術社、2005年
  - 『私の履歴書 山本丘人』 日本経済新聞社、1978年9月21日～10月16日連載

### 評伝研究
- 田中穣『評伝 山本丘人』芸術新聞社、1991年
- 有川文夫『星空の牡丹 山本丘人をめぐる随想』求龍堂、2008年

## 展示・展覧会
- 「山本丘人展」 東急百貨店、1972年4月
- 「山本丘人  成川コレクション」 箱根・芦ノ湖成川美術館、1989年4月
- 『山本丘人初期作品展図録 抒情の原点』 資生堂企業文化部（資生堂ギャラリーとそのアーティスト達）、1992年
- 「日本画の巨匠 山本丘人展」平塚市美術館、2006年10月
- 「生誕110周年記念 山本丘人展 魂の抒情詩」 中村隆夫 監修、アート・ベンチャー・オフィスショウ、2009年頃

## 主な作品収蔵先
- 東京国立近代美術館
- 山種美術館
- 山本丘人記念館
- 福島県立美術館
- 静岡県立美術館
- 愛知県立美術館
- 成川美術館
- 諏訪北澤美術館
- 石川県立近代美術館
- 東京藝術大学大学美術館
- BBプラザ美術館

## 主な弟子
- 上村松篁
- 加山又造
- 小泉淳作
- 後藤純男
- 稗田一穂